# 박신정
박신정(朴信正, 1961 ~ )은 대한민국의 조각가이다. 현재 강릉원주대학교 미술학과 교수인 최옥영과 함께 하슬라아트월드를 공동 설립하여, 현재 대표 및 미술관장이 되었다.
대표작으로 거울, 시간속의 시간, 사임당이 걷던 길 등이 있다.

## 약력
- 1990년 ~ 2001년 경일대학교 부교수
- 2000년 ~ 2002년 이화여자대학교 교육대학원 강사
- 2003년 ~ 2004년 이화여자대학교 시간강사
- 2000년 Vermont Studio Center, full fellowship award, 미국
- 2009년 The 2009 Conference on International Opportunities in the Arts (2009.4 )Boston, MA 발표자 미국 보스톤
- 2009년  Drift Wood Sculpture Symposium, Festival 심포지움 초청작가, 타이완
- 현 하슬라아트월드 대표이사

## 학위
- 이화여자대학교 미술대학 조소과 졸업 (1981~1985)

B.F.A in Sculpture, Ewha Woman's University
- 이화여자대학교 대학원 조소과 졸업 (1985~1987)

M,F,A in Sculpture, graduate of Ewha Woman's University

## 활동
다음은 박신정의 개인작품전 일람이다.
- 1994년 제1회 박신정 조각전 –길. (프레스센터, 서울)
- 1995년 제2회 박신정 조각전. (갤러리 2000, 서울)
- 1996년 제3회 박신정 조각전. (포스코 갤러리, 서울)
- 1999년 제4회 개인전. (상문당 갤러리, 서울)
- 1999년 제5회 개인전. (대백갤러리, 포항)
- 1999년 제6회 개인전. (갤러리 현대 Window Gallery, 서울)
- 2000년 제7회 개인전. (Pepper’s Gallery, 도쿄)
- 2016년 마더스 展. (하슬라 미술관, 강원)
- 2016년 설치미술 개인展. (하슬라 미술관, 강원)
- 2017년 신기루展. (하슬라 미술관, 강원)
- 2018년 봄展. (하슬라 미술관, 강원)
- 2019년 신사임당이 걷던길展. (젊은달 미술관, 강원)

## 작품소장
- Wood Carving Museum,Taiwan
- 타이완 국립 예술대학,Taiwan
- 경주시립도서관,대한민국

## 조형물제작
- 원주건강심사평가원신축사옥 조형물
- 경주 임난 의병 기념비 ( 경주 황성공원 내 )

### 저서
- 박신정(2016). 동네방네 미술관 사임당이 걷던 길, 하슬라아트월드